# 레스노이

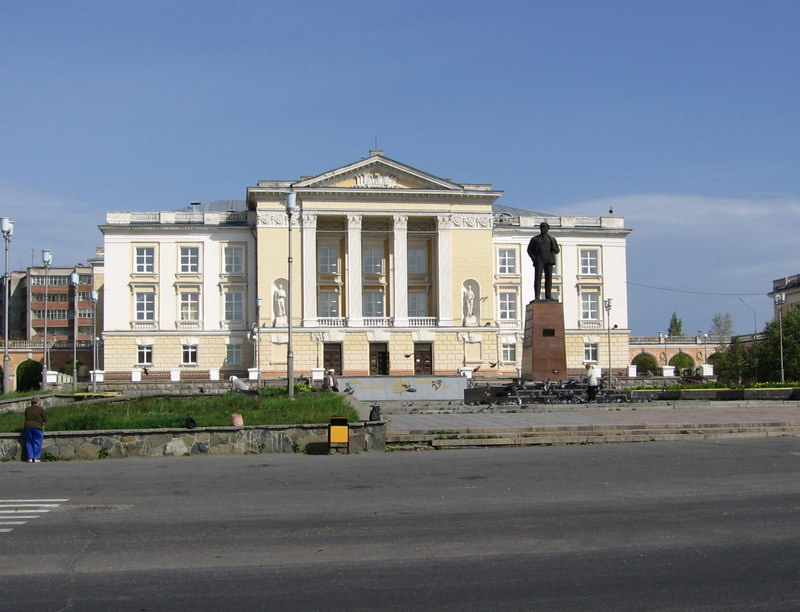
레스노이 문화궁전

레스노이(러시아어: Лесной)는 러시아 스베르들롭스크주에 위치한 도시로 인구는 50,363명(2010년 기준)이다. 예카테린부르크에서 북쪽으로 254 km 정도 떨어진 곳에 위치하며 투라강과 접한다.
1947년 핵무기 생산을 위한 고농축 우라늄 공장이 들어서면서 설립되었으며 1954년 스베르들롭스크-45(Свердловск-45)라는 이름의 폐쇄 도시가 되었다. 1992년 보리스 옐친 대통령에 의해 기밀 해제가 되었지만 폐쇄 도시 지위를 그대로 남아 있다.